# Pawilon sportowo-administracyjny Stadionu Dziesięciolecia
Pawilon sportowo-administracyjny Stadionu Dziesięciolecia znany też jako Budynek Szatni Stadionu Dziesięciolecia – zabytkowy modernistyczny pawilon, wybudowany w latach 50. XX wieku na błoniach nieistniejącego już Stadionu Dziesięciolecia. Budowla znajduje się na terenie warszawskiej dzielnicy Praga-Południe.

## Historia
Pawilon sportowo-administracyjny powstał w II połowie lat 50. XX wieku. Został zaprojektowany przez trzech architektów z warszawskiej Grupy 55: Mariana Bogusza, Zbigniewa Dłubaka i Andrzeja Zaborowskiego. Przez cały okres funkcjonowania Stadionu Dziesięciolecia mieścił szatnie gości i gospodarzy Stadionu. Na pierwszym piętrze pawilonu znajdowały się szatnie Reprezentacji Polskiej zaś na drugim szatnie gości. Pawilon ten pełnił także funkcje gospodarczo-administracyjne, znajdowały się tam m.in. biura zarządcy dawnego Stadionu Dziesięciolecia.
W 1983, po zamknięciu Stadionu Dziesięciolecia pawilon był wykorzystywany przez Centralny Ośrodek Sportu, który zlokalizował w nim część swoich biur. Po przemianach ustrojowych, kiedy na stadionie powstał Jarmark Europa, pawilon był wykorzystywany przez zarządcę bazaru. W 2008 pawilon sportowo-administracyjny razem ze stadionem został przejęty przez Narodowe Centrum Sportu. W tym okresie pawilon pełnił funkcję zaplecza budowniczych Stadionu Narodowego im. Kazimierza Górskiego. W 2011 pawilon przeszedł generalny remont. Wymieniono stolarkę okienną, zainstalowano nowoczesny system ogrzewania i klimatyzacji oraz dostosowano budynek do przepisów przeciwpożarowych. Wnętrze pawilonu gruntownie wyremontowano, zaś z zewnątrz przywrócono blask z lat 50., m.in. gruntownie odrestaurowano oryginalny ceramiczny fryz. Od 2012 pawilon sportowo administracyjny pełni funkcje biurowe. Znajdują się w nim biura zarządu operatora stadionu, spółki Skarbu Państwa PL.2012+. W 2012 pawilon sportowo-administracyjny został wpisany przez Stołecznego Konserwatora Zabytków do gminnej ewidencji zabytków m.st. Warszawy.
Pawilon ten jest przykładem wysokiej klasy architektury powojennego polskiego modernizmu, był jednym ze sztandarowych projektów Grupy 55. Pawilon wyróżnia się także unikatowym ceramicznym fryzem, który okala cały pawilon. Fryz ten przedstawia różne dyscypliny sportu i nawiązuje do stylu Picassa.